# Étienne Onimus
Étienne Alphonse Albert Onimus (ur. 1 stycznia 1907 w Miluzie, zm. 31 stycznia 1982 tamże) – francuski koszykarz, uczestnik Letnich Igrzysk Olimpijskich 1936.
Na igrzyskach w Berlinie reprezentował swój kraj w turnieju koszykówki. Wraz z kolegami zajął ex aequo 19. miejsce.
Pięciokrotny klubowy mistrz Francji.